# Biela skala
Biela skala (1385 m n. m.) je hora ve Velké Fatře na Slovensku. Jedná se o nejvyšší vrchol dlouhé skalnaté rozsochy vybíhající severovýchodním směrem z hory Suchý vrch (1550 m). Severovýchodní svahy spadají do Necpalské doliny a její boční větve Revúcky mlyn, jihozápadní svahy klesají do Vrátné doliny (boční větev Dedošové doliny). Jihozápadní část hory byla v letech 1993–2023 chráněna jako Biela skala.

## Přístup
Vrchol se nachází mimo značené cesty a je turisticky nepřístupný.